# Profanação

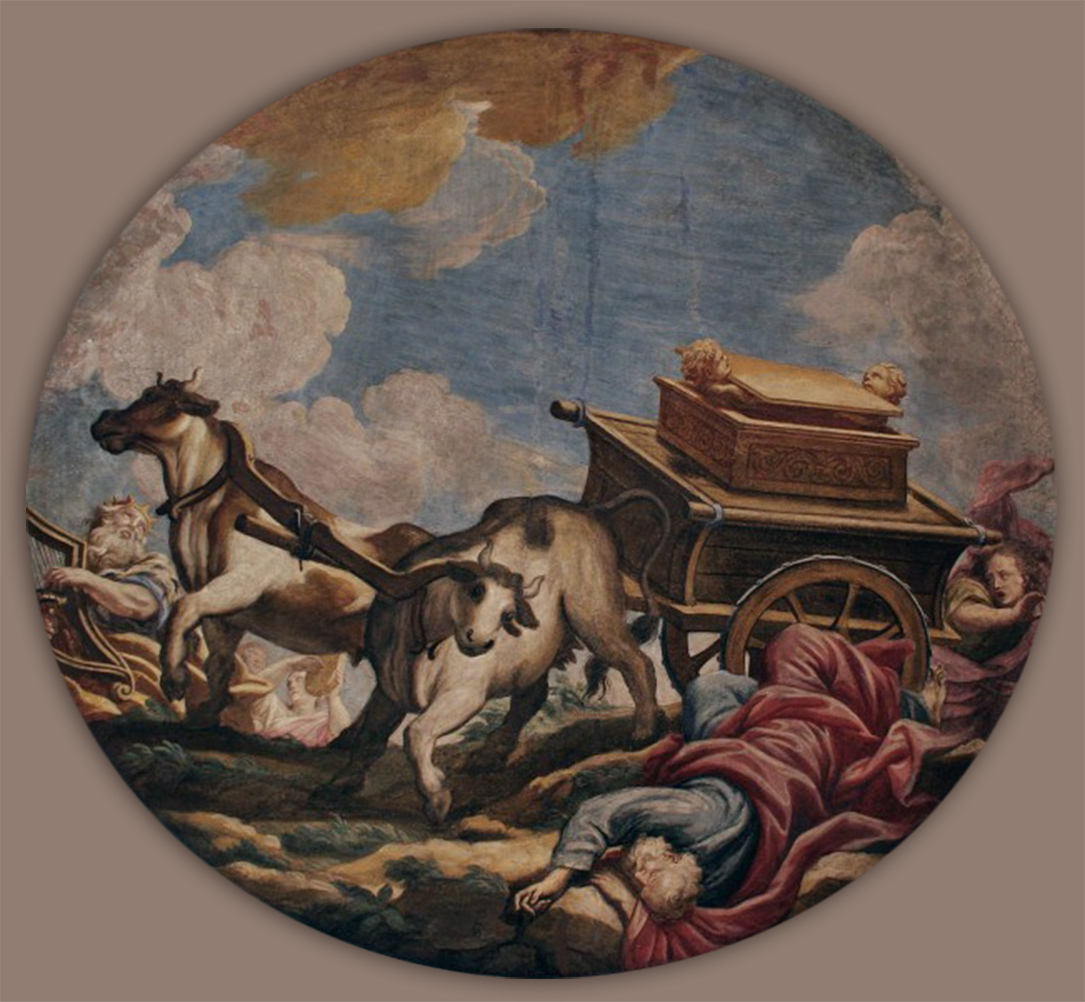
Uzá é morto por Deus logo após tocar na Arca da Aliança. Pintura barroca por Giulio Quaglio, o Jovem (1704).

Profanação ou sacrilégio é o ato de retirar a algo o seu carácter sagrado, ou o tratamento desrespeitoso a algo que é considerado sagrado por um indivíduo ou grupo de indivíduos. Por exemplo, a profanação de um túmulo é o ato de agir de forma inapropriada ou degradante para com os ritos sagrados que uma sociedade dedica aos seus mortos.
Considerando-se que profanar é o ato de retirar a sacralidade de alguém ou algum objeto, o profano é aquilo que se opõe ao sagrado.